# Deutscher Luftsportverband

DLV:s vimpel

Deutscher Luftsportverband (DLV) var en av nazistpartiet i mars 1933 grundad täckorganisation vars huvuduppdrag var att i hemlighet skapa förutsättningar för ett tyskt flygvapen, i strid med Versaillefördragets bestämmelser, genom att bedriva militär flygutbildning. Föreningens ordförande var Hermann Göring; vice ordförande var först Ernst Röhm. 

## Ursprung
Redan innan tillkomsten av Riksluftfartsministeriet blev samtliga befintliga flygsportorganisationer tvångsvis inordnade i ett enhetligt förbund, DLV. Samtliga tillgångar, anläggningar och flygskolor överfördes till det nya förbundet. Tyska Aeroklubben blev dock kvar, men endast som tysk kontaktpartner i det internationella flygsportsamarbetet. Även SA:s Fliegerstürme och Stahlhelms Flugzeugstaffeln överfördes till DLV.

## DLV-Fliegerschaft
De militärer som var verksamma med den hemliga uppbyggnaden av det tyska flygvapnet hade formellt tagit avsked från aktiv tjänst i armén och övergått till DLV-Fliegerschaft, en militär underorganisation inom DLV, som i praktiken inte var underställd föreningens normala ordervägar. Dess medlemmar kännetecknades sedan 1934 av axeltränsar på båda axlarna, i stället för DLV:s normala uniformering med bara en axelträns (på vänstra axeln). När Luftwaffe officiellt bildades 1935, var det DLV:s tjänstedräkt som låg till grunden för det nya flygvapnets uniformer.

## Grader i DLV

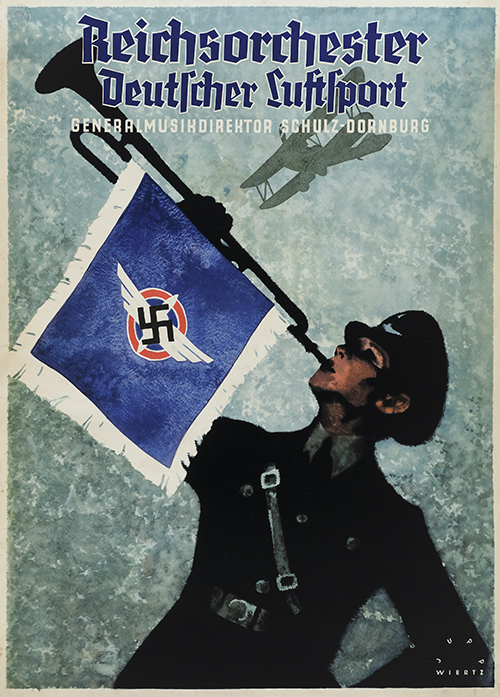
Affisch för DLV:s riksorkester.

| Grad i DLV | Jämförbar militär grad i tyska armén 1933 Svenska armén 1933 |
| --- | ------------------------------------------------------------ |
| DLV-Fliegerchef | Generalleutnant Generallöjtnant                              |
| DLV-Fliegervizechef                                                                                                | Generalmajor Generalmajor                                    |
| DLV-Fliegerkommodore                                                                                               | Oberst Överste                                               |
| DLV-Fliegervizekommodore                                                                                           | Oberstleutnant Överstelöjtnant                               |
| DLV-Fliegerkommandant                                                                                              | Major Major                                                  |
| DLV-Fliegerkapitän                                                                                                 | Hauptmann Kapten                                             |
| DLV-Schwarmführer                                                                                                  | Oberleutnant Löjtnant                                        |
| DLV-Kettenführer                                                                                                   | Leutnant Underlöjtnant                                       |
| DLV-Obermeister (Oberflugmeister - flygtjänst) (Oberfunkmeister - signaltjänst) (Oberwerkmeister - teknisk tjänst) | Oberfeldwebel Fanjunkare                                     |
| DLV-Meister (&c)                                                                                                   | Feldwebel Sergeant                                           |
| DLV-Untermeister (&c)                                                                                              | Unterfeldwebel -                                             |
| DLV-Flugzeugführer (i flygtjänst) (Bordfunker - i signaltjänst) (Oberwart i teknisk tjänst)                        | Unteroffizier Furir                                          |
| DLV-Hilfsflugzeugführer (i flygtjänst) (Hilfsbordfunker - i signaltjänst) (Unterwart - i teknisk tjänst)           | Gefreiter Vicekorpral                                        |
| DLV-Oberflieger | Oberschütze -                                                |
| DLV-Flieger | Schütze Menig                                                |

## Nedläggning
1937 lades DLV ner och dess efterföljarorganisation Nationalsozialistisches Fliegerkorps (NSFK) bildades som en offentligrättslig korporation, inte en förening.